# Helicopsyche angulata
Helicopsyche angulata är en nattsländeart som beskrevs av Oliver S. Flint Jr. 1981. Helicopsyche angulata ingår i släktet Helicopsyche och familjen Helicopsychidae. Inga underarter finns listade i Catalogue of Life.